# Corvospongilla boehmi
Corvospongilla boehmi är en svampdjursart som först beskrevs av Franz Martin Hilgendorf 1883.  Corvospongilla boehmi ingår i släktet Corvospongilla och familjen Spongillidae. Inga underarter finns listade i Catalogue of Life.